# Abbazia di Obermarchtal
L'abbazia di Obermarchtal (Kloster Obermarchtal) fu un monastero tedesco con sede nell'attuale città di Obermarchtal tra Ehingen e Riedlingen, ad est di Zwiefalten, nel Baden-Württemberg. Il nome deriverebbe secondo la tradizione dal termine alemanno marach (che significa "uomo dei cavalli").

## Storia

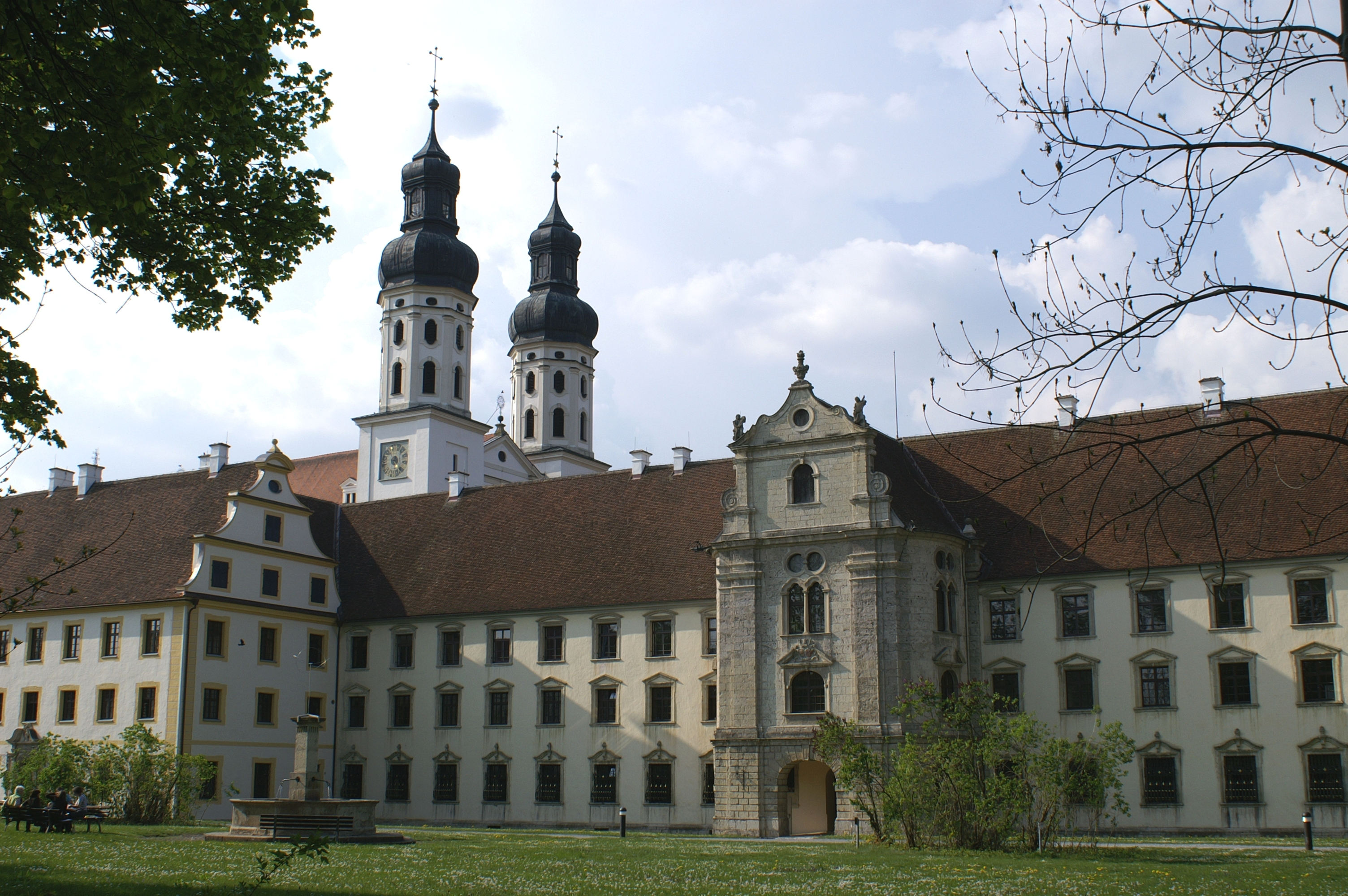
Veduta del complesso.

Nel 776 i discendenti di Halaholfo (morto prima del 776) (Ahalolfingi) si premurarono di trovare una nuova sede per un monastero detto di San Pietro e dopo diverse peripezie e si decise di stabilirlo in quest'area. Successivamente, nel 993, il monastero venne dedicato da Ermanno II di Svevia e da sua moglie Gerberga agli apostoli Pietro e Paolo, dedicazione di cui si ha memoria sino al 1171.
Nel XII secolo ottenne il nome di Marchtal e finì tra i possedimenti di diversi nobili svevi, tra cui poi l'imperatore Federico I.
Nel 1171 divenne sede dei premostratensi per volontà del conte Palatino Ugo II di Tubinga, e con il loro arrivo l'area iniziò ad essere intensamente coltivata, divenendo florida e ricca di possedimenti.
Primo prevosto della nuova congregazione fu Eberhard von Wolfegg che proveniva dal monastero di Mönchsrot.
A lui succedette Meinhardt che fece rinnovare le mura del monastero tra il 1204 ed il 1208, mentre il suo successore Konrad (1226-1275) impedì che il monastero tornasse ad essere sede femminile e dal 1273 lo adibì alla sola cura spirituale dei monaci. 
Sotto il prevosto Heinrich Mörstetter (1436-1461) Marchtal ottenne dal 1440 il grado di abbazia e nel 1500 gli venne garantito lo status di abbazia imperiale  con la disponibilità di un seggio al Reichstag. Nel 1609 il prevosto locale ricevette tutti i diritti abbaziali e un pontificale che gli garantiva l'uso della mitra, dell'anello e della croce pettorale. L'area governata dall'abbazia comprendeva a quel tempo le città di Reutlingen, Ehingen, Munderkingen e Riedlingen ed altri 20 tra villaggi e fattorie.
Durante la guerra dei trent'anni il luogo venne abbandonato per sicurezza dal momento che nel 1632 venne saccheggiato dagli svedesi e gran parte delle strutture vennero abbattute o rovinate in maniera quasi irreparabile. È per questo che nel 1674 venne progettata la ricostruzione delle strutture ed in particolare della chiesa che venne terminata nel 1686 e venne consacrata nel 1701.
Con la mediatizzazione decisa dal Reichsdeputationshauptschluss, Marchtal passò dal 1803 dapprima in possesso dei principi Thurn und Taxis e successivamente passò insieme alla città di Bad Buchau e all'abbazia di Buchau definitivamente nel 1806 nei possedimenti del Regno del Württemberg. La chiesa abbaziale divenne parrocchiale e il monastero assunse il valore di un'area fortificata. Dal 1919 qui trovarono sede le sorelle di Maria Addolorata, un gruppo di salesiane boeme di Chotieschau le quali vi instaurarono un istituto femminile, sino al 1992.
Alla chiusura della scuola, nel 1997 anche le monache si trasferirono a Untermarchtal. Successivamente vi venne aperta una scuola di perfezionamento per insegnanti delle scuole cattoliche del Württemberg.

## Il monastero e la chiesa dei Santi Pietro e Paolo

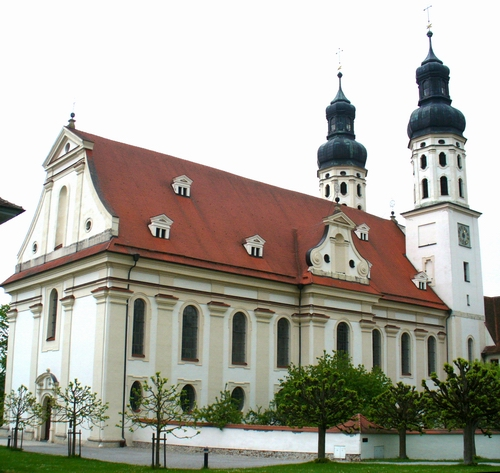
La chiesa del monastero

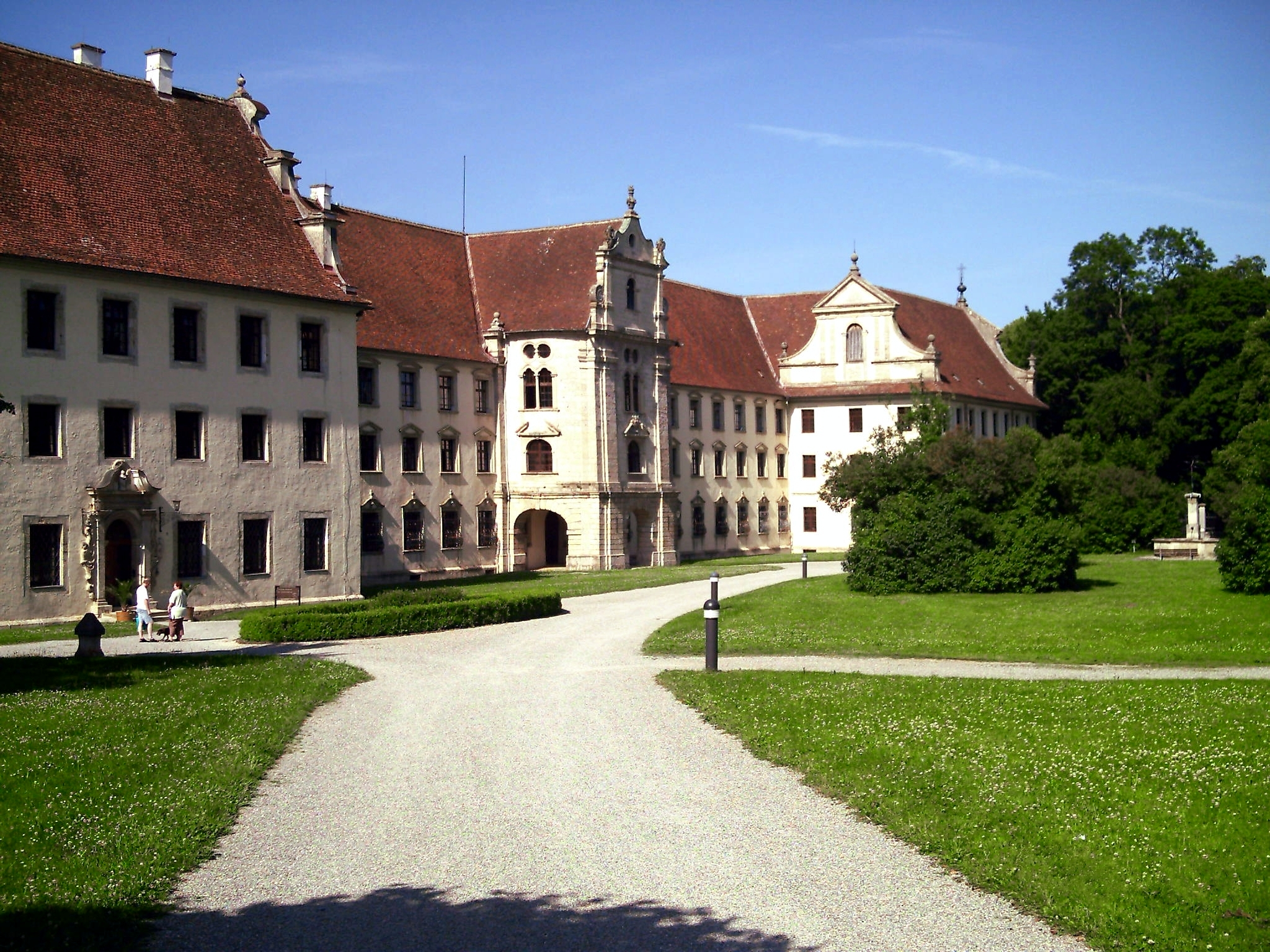
Il cortile interno

L'estensione della chiesa del monastero è di 55,68 metri di lunghezza per 21,84 di larghezza, con un'altezza di 18,40 metri. La chiesa del monastero venne costruita con una pianta completamente simmetrica e venne concepita come il centro spirituale del monastero annesso. Al suo fianco, infatti, sorge il chiostro dell'abbazia, gittante su di un'ampia corte. Non lontano si trova lo splendido cancello dell'ingresso principale, eretto nel XVI secolo e modificato a più riprese sino al XVIII secolo, assieme ad altre preziose rifiniture barocche che vennero aggiunte all'intera struttura proprio nel Settecento.
La costruzione della chiesa venne contrattata da Nikolaus Wierith nel 1674 con l'architetto italiano Tommaso Comacio, ma tale progetto non poté essere realizzato per mancanza di fondi. Il progetto era però quanto mai necessario e fu così che nel 1685 l'abate stesso decise di progettare la nuova chiesa. I lavori iniziarono e vennero quindi trasferiti sotto la direzione di Michael Thumb. Alla morte di Thumb il 19 febbraio 1690, il progetto venne continuato dal fratello Christian Thumb e dal cugino Franz Beer, i quali conclusero i lavori e la chiesa poté essere consacrata l'11 settembre 1701 ad opera del vescovo di Costanza.
Gli affreschi dell'altare vennero eseguiti nel 1695 ad opera del pittore Johannes Heiß (1640-1704) di Memmingen.

## L'organo
L'organo è forse l'elemento più monumentale presente all'abbazia di Marchtal. Esso venne costruito su progetto di Johann Nepomuk Holzhey (1741-1809). Nel 1784 si contavano 41 registri differenti oltre a tre manuali ed una pedaliera, il tutto racchiuso entro una preziosa balaustra. Il totale di canne è 3250.